# Arpad Šterbik
Arpad Šterbik (serbisch-kyrillisch Арпад Штербик, ungarisch Árpád Sterbik, spanisch Arpad Sterbik Capar; * 20. November 1979 in Senta, SR Serbien, SFR Jugoslawien) ist ein ehemaliger spanischer Handballspieler (Torwart) ungarischer Herkunft. Er hatte zuvor auch die jugoslawische, serbische und ungarische Staatsbürgerschaften besessen. Er wurde in die Hall of Fame of European handball aufgenommen.

## Vereinskarriere
Šterbik begann mit dem Handballspielen bei RK Jugović in Kać (Novi Sad) in der jugoslawischen Liga. Dort gewann er abschließend 2001 den EHF Challenge Cup, bevor er zur folgenden Saison zum ungarischen Serienmeister KC Veszprém wechselte. In seinen drei Jahren dort wurde er jedes Jahr Meister und dazu zweimal Pokalsieger.
2004 heuerte er bei BM Ciudad Real in Spanien an, wo er alle nationalen Titel mehrfach holte, darunter viermal die spanische Meisterschaft. Nur einmal weniger gewann er mit dem Team die europäische Krone in der EHF Champions League. Bei zwei weiteren Finalteilnahmen wurde gegen seinen späteren Verein FC Barcelona verloren. Šterbik wurde zum Welthandballer des Jahres 2005 gewählt. Er verdiente bei Ciudad Real 310.000 € netto und gehörte damit zu den absoluten Spitzenverdienern im Handball. 2011 machte er den Umzug des Teams nach Madrid mit und als BM Atlético de Madrid wurde nochmals das Finale der Champions League erreicht, doch es wurde gegen THW Kiel verloren. Beim Gewinn des spanischen Pokals im März 2012 konnte er allerdings wegen einer Verletzung nicht spielen.
Im Sommer 2012 wechselte Šterbik zum Ligakonkurrenten FC Barcelona, bei dem sein Jahresgehalt 500.000 Euro betrug. Mit den Katalanen gewann er zwei weitere Meisterschaften und 2014 den Königspokal. Nach der Saison 2013/14 wurde sein ursprünglich bis 2017 laufender Vertrag bei Barcelona aufgelöst.
Anschließend unterzeichnete er einen Vertrag beim nordmazedonischen Verein RK Vardar Skopje. Mit Vardar gewann er in allen vier Spielzeiten jeweils das nationale Double und überraschenderweise 2017 die EHF Champions League. Im gleichen Jahr gewann das Team den Titel in der SEHA-Liga und verteidigte diesen im folgenden Jahr. In Skopje spielte er wieder mit Alex Dujshebaev zusammen, Nationalmannschaftskollege und Sohn seines ehemaligen Trainers bei Ciudad Real.
Im Sommer 2018 kehrte Šterbik dann nach Veszprém zurück und machte da weiter, wo er aufgehört hatte. Erst mit dem Gewinn der ungarischen Meisterschaft und dann mit dem Einzug in das Finale der EHF Champions League 2018/19. Im Halbfinale musste er allerdings verletzt ausscheiden und konnte im verlorenen Finale erst in der 2. Halbzeit eingreifen. Nach der Saison 2019/20 beendete Šterbik seine Karriere.

## Auswahlmannschaften
Arpad Šterbik hat 120 Länderspiele für die Nationalmannschaften der Bundesrepublik Jugoslawien, Serbiens und Montenegros sowie Serbiens bestritten. Bei den Weltmeisterschaften 1999 und 2001 gewann er mit Jugoslawien jeweils die Bronzemedaille.
Im Januar 2008 erhielt Šterbik die spanische Staatsbürgerschaft.
Mit der spanischen Nationalmannschaft bestritt er von 2009 bis 2019 insgesamt 78 Spiele. Er errang mit der Auswahl bei der Weltmeisterschaft 2011 wiederum Bronze. Zwei Jahre später wurde er mit dem Team Weltmeister. Bei der Europameisterschaft 2016 gewann er Silber nach der Finalniederlage gegen die deutsche Mannschaft. Bei der Europameisterschaft 2018 wurde er zum Halbfinale gegen Frankreich kurzfristig von Jordi Ribera für den verletzten Gonzalo Pérez de Vargas nachnominiert und wurde schließlich mit der spanischen Auswahl Europameister. Bei der Weltmeisterschaft 2019 in Deutschland wurde er zur Hauptrunde berufen, nachdem sich Rodrigo Corrales verletzt hatte und am Ende wurde Platz 7 belegt.

## Trainer
Nach der Saison 2019/20 beendete Šterbik seine aktive Karriere und übernahm das Torwarttraining bei KC Veszprém. Im Sommer 2025 wurde sein Vertrag bei KC Veszprém aufgelöst.

## Erfolge
- Ungarischer Meister: 2002, 2003, 2004, 2019
- Ungarischer Pokalsieger: 2003, 2004
- Spanischer Meister: 2007, 2008, 2009, 2010, 2013, 2014
- Spanischer Pokalsieger: 2008, 2011, 2014
- Copa ASOBAL: 2005, 2006, 2007, 2008, 2011
- Spanischer Supercup: 2005, 2008, 2011
- Nordmazedonischer Meister: 2015, 2016, 2017, 2018
- Nordmazedonischer Pokalsieger: 2015, 2016, 2017, 2018
- EHF Challenge Cup: 2001
- EHF Champions League: 2006, 2008, 2009, 2017
- EHF Champions Trophy: 2005, 2006, 2008
- IHF Men’s Super Globe: 2007, 2010
- SEHA-Liga: 2017, 2018
- Weltmeister: 2013
- Europameister: 2018
- Vizeeuropameister: 2016

## Ehrungen
Er wurde in die Hall of Fame of European handball aufgenommen.

## Privates
Šterbik wuchs in Ada (Serbien) in Jugoslawien als Teil der ungarischen Minderheit im Land auf. Daher hatte er neben der jugoslawischen, später serbischen, auch die ungarische Staatsangehörigkeit. Er erhielt später durch Einbürgerung zudem die Spanische Staatsangehörigkeit.
Arpad Šterbik ist verheiratet und hat zwei Kinder.
Sein Vater, Lajos Šterbik, spielte ebenfalls Handball. Auch seine Schwester Andrea Šterbik war Handballspielerin.
Im April 2024 erlitt der 44-Jährige einen Herzinfarkt.